# Frontière entre l'Arménie et l'Iran
La frontière entre l'Arménie et l'Iran est la frontière séparant l'Arménie et l'Iran.

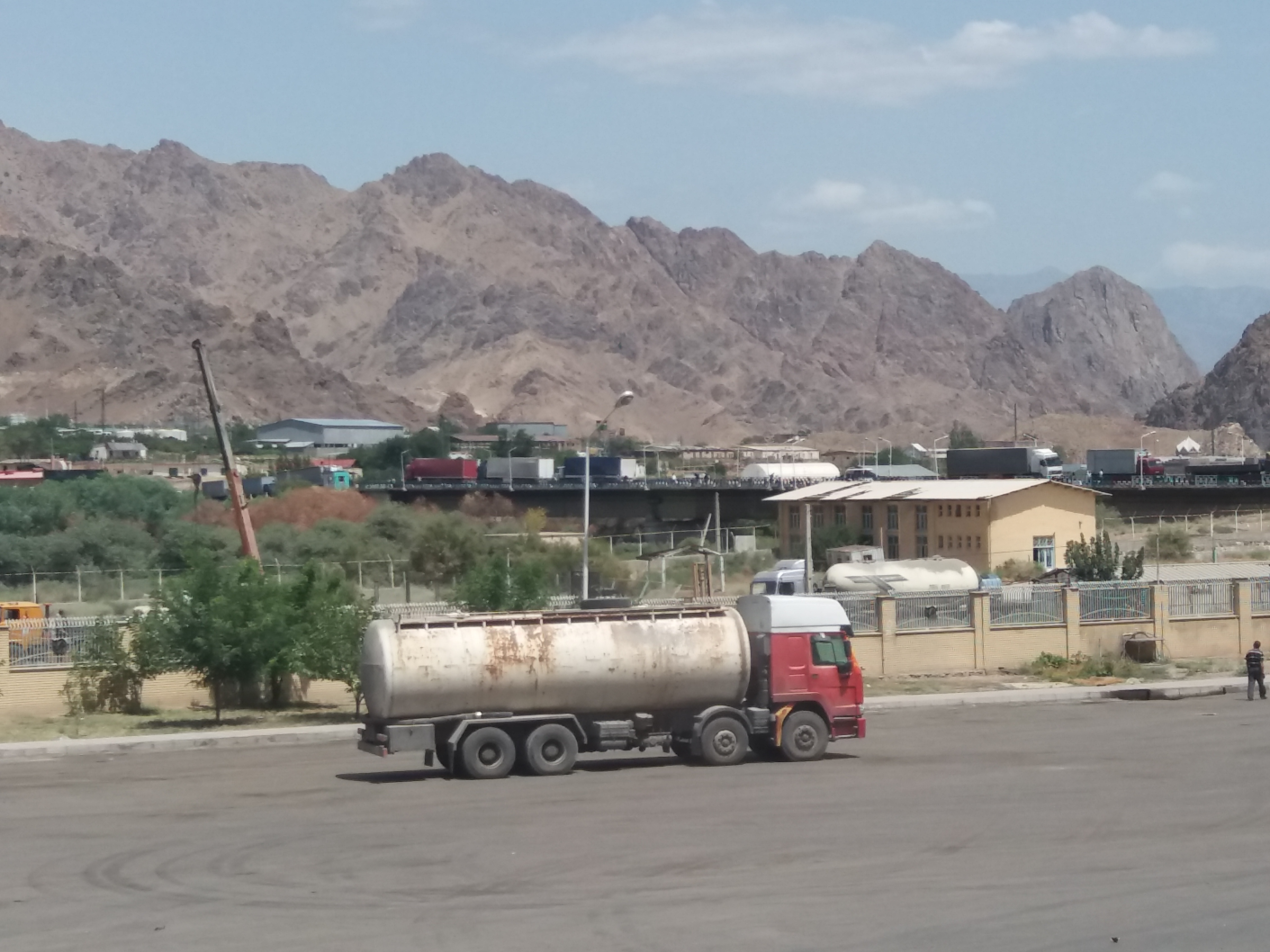
Nurduz, poste frontière entre l'Iran et l'Arménie

## Tracé
Elle débute à partir du tripoint formé avec les frontières Arménie/Azerbaïdjan et Azerbaïdjan/Iran (38° 52′ 06″ N, 46° 32′ 05″ E) et suit une partie du cours de la rivière Araxe sur 35 km, séparant ainsi les deux segments de la frontière Azerbaïdjan/Iran qui suit le cours de la rivière. Elle prend alors fin par un second tripoint Arménie/Azerbaïdjan/Iran (38° 50′ 41″ N, 46° 08′ 25″ E) situé à l'ouest de la localité arménienne d'Agarak.

## Coopération
Les gouvernements d'Iran et d'Arménie ont décidé de construire une centrale hydroélectrique de 140 MW sur la rivière Araxe qui sert de frontière entre ces deux pays.